# Poul Løvenørn (1686–1740)

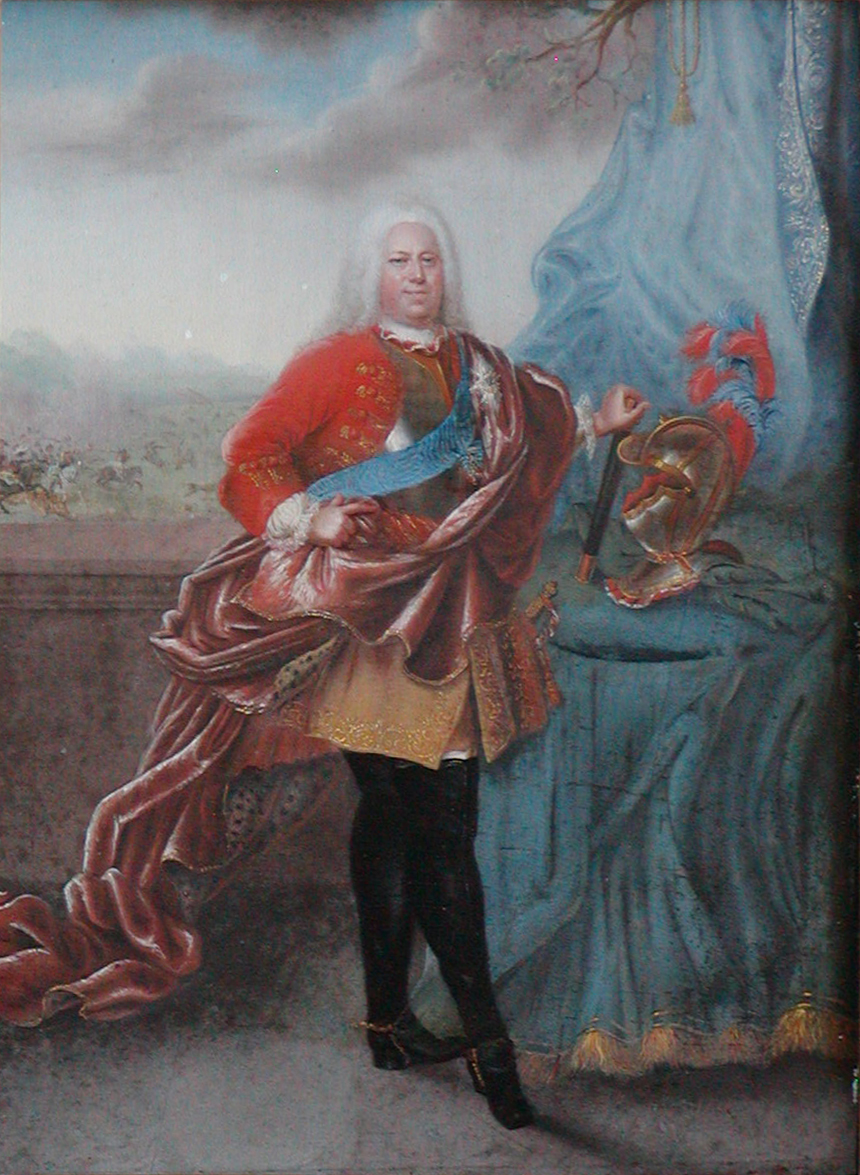
Poul Vendelbo Løvenørn

Poul Løvenørn, född den 5 april 1686, död den 27 februari 1740, var en dansk militär och diplomat, far till Frederik Løvenørn.
Løvenørn blev 1705 student och studerade teologi, men drog 1707 till Ryssland och var först informator hos furst Mensjikov, befordrades kort därefter till officer och redan 1708 till kapten. Han utmärkte sig i fälttåget mot Lewenhaupt, var Mensjikovs adjutant i slaget vid Poltava och förde därefter underhandlingarna med de svenska generalerna om kapitulationen vid Perevolotjna.
Till belöning blev han tsar Peters generaladjutant och sändes i diplomatiska värv 1710 till Fredrik IV av Danmark. Denne önskade tillförsäkra hemlandet hans tjänster, adlade honom 1711 under namn av Løvenørn (han hette förut Vendelbo) och gjorde honom till sin generaladjutant. Som sådan skickades han 1712 till tsar Peter i Mecklenburg, men fick där sådan ovilja mot denne, att han allt framgent var fientligt stämd mot Ryssland.
Løvenørn var 1714 dansk underhandlare vid Magnus Stenbocks kapitulation i Tönning och 1719-20 vid fredsslutet med Sverige samt 1722-26 sändebud i Berlin, överalit skall han ha blivit omtyckt för sin vänlighet och nobless. Efter att ha varit stiftsamtmand i Aalborg 1726–30 blev han generalsekreterare för hären (d, v. s. krigsminister; till 1735 därjämte för flottan) samt bibehöll denna post till sin död. 1731 blev han geheimeråd och 1738 general.